# 19XX: The War Against Destiny
19XX: The War Against Destiny est un jeu vidéo du type shoot 'em up développé et édité par Capcom sorti en décembre 1995 sur CP System II,.